# Polyortha
Polyortha es un género de polillas de la familia Tortricidae.

## Especies
- Polyortha atroperla  Razowski, 1980
- Polyortha biezankoi  Becker, 1970
- Polyortha bryographa  Meyrick, 1909
- Polyortha bryometalla  Meyrick, 1932
- Polyortha chiriquitana  Zeller, 1877
- Polyortha chlamydata  Dognin, 1912
- Polyortha clarkeana  Razowski, 1984
- Polyortha euchlorana  Walsingham, 1914
- Polyortha evestigana  Razowski, 1984
- Polyortha glaucotes  Walsingham, 1914
- Polyortha gradatulana  Zeller, 1866
- Polyortha halianassa  Meyrick, 1932
- Polyortha larocae  Razowski & Becker, 1981
- Polyortha lyncurion  Razowski, 1980
- Polyortha maculata  Razowski, 1999
- Polyortha magnifica  Walsingham, 1914
- Polyortha marmarodes  Meyrick, 1912
- Polyortha myoxa  Razowski, 1984
- Polyortha naevifera  Razowski, 1984
- Polyortha nigriguttata  Walsingham, 1914
- Polyortha niveopunctata  Dognin, 1905
- Polyortha paranae  Razowski & Becker, 1981
- Polyortha purpurascens  Meyrick, 1912
- Polyortha radiata  Razowski & Becker, 1981
- Polyortha sagax  Razowski, 1984
- Polyortha suffalcata  Walsingham, 1914
- Polyortha symphyla  Razowski, 1984
- Polyortha tersa  Walsingham, 1914
- Polyortha thammiana  Zeller, 1877
- Polyortha trochilodes  Meyrick, 1912